# 신조어
신조어(新造語) 또는 신어(新語)는 대중적 또는 제도적 인정을 얻어 주류 언어로 받아들여지는 새롭게 형성된 단어, 용어 또는 구를 말한다. 가장 명확하게는 단어가 사전에 등재되는 순간 신조어로 간주될 수 있다.
신조어는 어휘집에 새로운 용어와 의미가 유입되는 언어적 과정인 어휘적 혁신의 한 측면이다. 실제로 언어 변화와 어형성에 대한 가장 정확한 연구는 "신조어 연속체"의 과정을 식별한다. 즉, 임시어는 인기를 얻을 수도 있고 얻지 못할 수도 있는 일회성 용어이다. 원시어는 소규모 그룹 내에서만 사용되는 용어이다. 사전신조어는 사용이 증가하고 있지만 아직 주류가 아닌 용어이며, 신조어는 사회 기관에 의해 받아들여지거나 인정된 용어이다.
신조어는 종종 문화와 기술의 변화에 의해 주도된다. 신조어의 인기 있는 예시는 과학, 기술, 허구 (특히 SF (장르)), 영화 및 텔레비전, 상업 브랜딩, 문학, 특수용어, 변말, 언어학, 시각 예술 및 대중문화에서 찾을 수 있다.
20세기 신조어의 예로는 "light amplification by stimulated emission of radiation"의 두문자어인 "레이저"(1960), 체코슬로바키아 작가 카렐 차페크의 희곡 R.U.R. (로섬의 유니버설 로봇)에서 유래한 "로봇"(1921), 그리고 러시아어 "agitatsiya"("선동")와 "propaganda"의 혼성어인 "선전선동"(1930) 등이 있다.

## 배경
신조어는 종종 기존 단어들을 결합하거나(참고: 복합명사 및 형용사) 단어에 새롭고 독특한 접미사나 접두사를 붙여서 형성된다. 신조어는 또한 단어를 혼성하여 형성될 수도 있다. 예를 들어, "브런치(brunch)"는 "아침 식사(breakfast)"와 "점심 식사(lunch)"를 혼합한 단어이거나, 준말이나 두문자어를 통해, 기존 단어와 의도적으로 운율을 맞추거나 단순히 소리 가지고 놀면서 형성될 수도 있다. 상대적으로 드문 신조어 형태는 고유명사가 단어로 사용되는 경우이다(예: 보이콧, 찰스 보이콧에서 유래). 여기에는 guy, dick, Chad, Karen 등이 포함된다.
신조어는 밈학, 대중 매체, 인터넷 및 입소문을 통해, 그리고 독특한 특수용어 사용으로 유명한 여러 분야의 학술 담론을 통해 인기를 얻을 수 있으며, 종종 언어의 일부로 받아들여지기도 한다. 때로는 나타난 만큼이나 쉽게 사용되지 않게 되기도 한다. 신조어가 언어의 일부로 계속될지는 여러 요인에 따라 달라지며, 아마도 가장 중요한 요인은 대중의 수용일 것이다. 다른 단어들과 명확하게 닮지 않은 단어가 인기를 얻는 경우는 드물다.

## 역사와 의미
"네올로지즘"(neologism)이라는 용어는 1772년에 영어에서 처음으로 증명되었으며, 프랑스어 "néologisme"(1734)에서 차용되었다. 프랑스어 단어는 "새로운"을 의미하는 고대 그리스어 νέο(néo)와 "말, 발화"를 의미하는 λόγος(lógos)에서 파생되었다.
학문적인 의미에서, 전문 신조어 연구가는 없다. 왜냐하면 그러한 것들(예: 문화적 또는 민족적 속어)에 대한 연구는 학제간 연구이기 때문이다. 사전 편찬가나 어원학자 같은 누구든지 신조어, 즉 신조어가 인간 표현의 범위를 어떻게 아우르는지, 그리고 과학과 기술 때문에 어떻게 이전보다 더 빠르게 확산되는지를 연구할 수 있다.
"신조어"라는 용어는 "새로운 의미를 얻은 단어"라는 더 넓은 의미도 지닌다. 때때로 후자의 과정은 "의미 이동(semantic shifting)" 또는 "의미 확장(semantic extension)"이라고 불린다. 신조어는 개인의 어휘, 문법, 발음의 독특한 패턴인 개인방언과는 구별된다.
신조어는 보통 개념에 용어가 부족하거나, 기존 용어에 세부 사항이 부족하거나, 화자가 기존 용어를 모를 때 도입된다. 법, 정부 기관, 기술 분야는 신조어를 획득하는 빈도가 비교적 높다. 신조어를 만드는 또 다른 동기는 여러 의미를 가진 용어를 명확히 하기 위해서이다.

## 문학
신조어는 소설이나 단편 소설과 같은 허구적 서술에서 사용된 단어에서 유래할 수 있다. 예를 들어, 화성에 관한 SF 소설인 낯선 땅 이방인에서 로버트 A. 하인라인이 사용한 "그록(grok)"(직관적으로 이해하다), 더글러스 커플랜드의 엑스 세대: 가속화된 문화 이야기에서 "맥잡"(불안정하고 보수가 낮은 직업), 윌리엄 깁슨의 뉴로맨서에서 "가상 공간"(광범위하고 상호 연결된 디지털 기술), 그리고 제임스 조이스의 피네간의 경야에서 "쿼크"(슬라브어로 "쓰레기"; 독일어로 일종의 크바르크 유제품) 등이 있다.
책의 제목이 신조어가 될 수도 있다. 예를 들어, 조지프 헬러의 소설 제목에서 유래한 캐치-22가 그러하다. 또는 저자의 이름이 신조어를 낳을 수도 있지만, 이 용어는 때때로 해당 저자의 단일 작품에 기반을 둔다. 여기에는 "오웰족"(조지 오웰에서 유래, 그의 디스토피아 소설 1984 (소설)를 지칭) 및 "카프카적"(프란츠 카프카에서 유래)과 같은 단어들이 포함된다.
유명한 등장인물의 이름도 문학적 신조어의 또 다른 출처이다. 몇 가지 예시로는 미겔 데 세르반테스의 돈키호테에 나오는 제목 등장인물과 같이 잘못 인도된 낭만적인 탐구를 가리키는 돈키호테적, 찰스 디킨스의 크리스마스 캐럴 (소설)에 나오는 탐욕스러운 주인공을 기반으로 한 깍쟁이를 비하하는 스크루지, 그리고 엘리너 H. 포터의 폴리아나의 제목 등장인물처럼 변함없이 낙관적인 사람들을 가리키는 폴리아나 등이 있다.

### 과학 문헌
신조어는 소위 Fachtexte 또는 '기술 텍스트'라고 불리는 기술 문서에서 어휘적 혁신의 과정을 통해 종종 도입된다. 철학, 사회학, 물리학 등 기술적인 주제는 특히 신조어가 풍부하다. 예를 들어, 철학에서는 많은 용어가 번역 과정을 통해 언어에 도입되었다. 예를 들어, 고대 그리스어에서 라틴어로, 또는 라틴어에서 독일어나 영어 등으로 번역되었다. 그래서 플라톤은 그리스어 용어 ποιότης(poiotēs)를 도입했고, 키케로는 이를 라틴어 qualitas로 번역했으며, 이는 이후 인식론과 관련하여 우리의 '질 (철학)' 개념, 즉 인식된 대상의 본질과 대조되는 지각된 대상의 품질 또는 속성이 되었다. 물리학에서는 새로운 용어가 때때로 일시적인 형태로 도입되기도 했다(예: 머리 겔만의 쿼크, 제임스 조이스에서 따옴). 또는 파생을 통해 도입되기도 했다(예: 존 폰 노이만의 킬로톤, 일반적인 접두사 kilo- '천'과 명사 ton을 결합하여 만들어짐). 따라서 신조어는 과학적 특수용어 또는 termini technici의 필수적인 구성 요소이다.

## 변말
폴라리는 일부 배우, 서커스 공연자, 그리고 게이 서브컬처가 외부인이 이해하지 못하도록 소통하기 위해 사용하는 변말이다. 일부 폴라리 용어는 팝송 가사 및 다른 작품에서의 사용을 통해 주류 속어로 넘어갔다. 예시: acdc, barney, blag, butch, camp, khazi, cottaging, hoofer, mince, ogle, scarper, slap, strides, tod, [rough] trade (rough trade).
베르랑(fr) (베르랑은 "l'envers"의 역어)은 프랑스어의 일종의 속어로, 단어의 음절을 뒤집는 특징이 있으며 속어와 청소년 언어에서 흔히 사용된다. 이는 개별 단어의 음절을 전치하여 속어를 만드는 프랑스의 오랜 전통에 기반을 둔다.:50 meuf("femme", 대략 "여자"를 의미하며 거꾸로 된 것)와 같은 일부 베르랑 단어는 매우 흔해져서 라루스 소사전에 포함되기도 했다. 다른 속어와 마찬가지로 베르랑의 목적은 오직 사용하는 사람들만이 이해할 수 있는 다소 비밀스러운 언어를 만드는 것이다. 단어가 주류가 되는 것은 역효과를 낳는다. 그 결과, 그렇게 흔해진 새로운 단어들은 다시 베르랑화되어 두 번 뒤집힌다. 흔한 meuf는 feumeu가 되었다.

## 대중문화
신조어 발달은 대중문화에 의해 촉진되거나 적어도 확산될 수 있다. 대중문화 신조어의 예로는 미국의 대안 우파(2010년대), 캐나다의 혼성어 "스노메게돈(2009년)", 러시아의 패러디 "몬스트레이션( 2004c.)", 산토룸( 2003c.) 등이 있다.
신조어는 주로 대중 매체에 노출됨으로써 확산된다. 브랜드 이름의 보통명사화, 예를 들어 코카콜라를 "콜라"로, 크리넥스 페이셜 티슈를 "크리넥스"로, 제록스 복사기를 "제록스"로 부르는 것 등은 모두 대중 매체에 의해 확산된 대중적 사용으로 인해 강화되었다.
그러나 일부 제한된 경우에 단어는 원래 공동체를 벗어나 소셜 미디어를 통해 확산된다. 메리엄-웹스터에 따르면 아직 신조어의 기준에 미치지 못하는 용어인 "도고링고"는 주로 페이스북 그룹과 X (소셜 네트워크) 계정 사용을 통해 특별히 확산된 후자의 예시이다. 개를 지칭하는 이 방식의 기원은 2008년에 설립되어 2014년에 호주에서 인기를 얻은 페이스북 그룹에서 비롯된 것으로 추정된다. 호주 영어에서는 종종 –o로 끝나는 지소사를 사용하는 것이 흔한데, 여기서 doggo-lingo가 처음 사용되었을 수 있다. 이 용어는 메리엄-웹스터가 그 사용을 인정할 정도로 성장했지만, 새로운 단어로 간주되려면 출판되고 편집된 작품에서 더 오랜 기간 동안 발견되어야 한다고 언급하며, 이는 신조어의 완벽한 예시가 된다.

## 번역

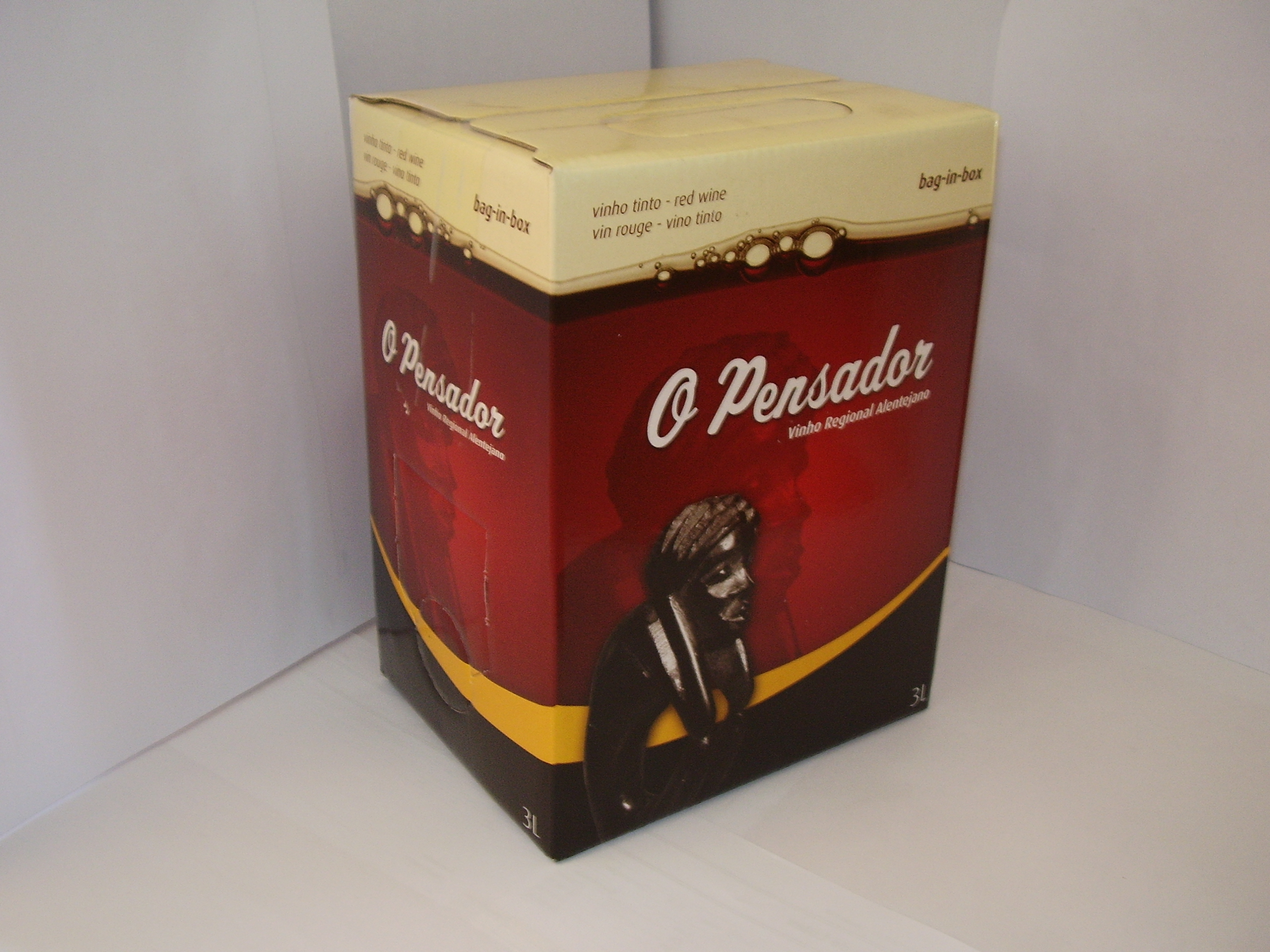
덴마크어에서는 백인박스 와인을 문자 그대로 "판지 와인"을 의미하는 papvin이라고 부른다. 이 신조어는 1982년에 처음 기록되었다.

신조어는 한 언어에서 기원하기 때문에 언어 간 번역이 어려울 수 있다.
연구 및 학술 출판의 주요 언어인 영어권 과학 커뮤니티에서는 유사하게 들리는 번역(‘자연화’라고 함)이 때때로 사용된다. 또는 영어 단어와 함께 간략한 의미 설명이 사용된다.
신조어를 번역하기 위해 음역, 전사, 유추어 사용, 그리고 차용 번역의 네 가지 번역 방법이 강조된다.
영어에서 다른 언어로 번역할 때 자연화 방법이 가장 자주 사용된다. 전문 번역가가 신조어를 번역하는 가장 일반적인 방법은 사고 발화 프로토콜(TAP)을 통하는 것이다. 이 방법으로 번역가는 발화를 통해 가장 적절하고 자연스럽게 들리는 단어를 찾는다. 따라서 번역가는 문장에서 잠재적인 번역을 사용하고 다른 구조 및 구문으로 테스트할 수 있다. 특정 목적을 위한 영어에서 다른 언어로의 정확한 번역은 다양한 산업 및 법률 시스템에서 매우 중요하다. 부정확한 번역은 '번역 비대칭' 또는 오해와 의사소통 오류를 초래할 수 있다. 이러한 문제를 해결하기 위해 의학, 사법, 기술 분야에는 영어 번역에 대한 많은 기술 용어집이 존재한다.

## 다른 용도
정신건강의학 및 신경과학에서 신조어는 일반적인 의미와 상관없이 사용하는 사람에게만 의미가 있는 단어를 설명하는 데 사용된다. 이는 조현병에서 나타날 수 있는데, 이 경우 어떤 사람은 단어를 자신이 만든 무의미한 단어로 대체할 수 있다(예: "너무 화가 나서 접시를 집어 겔싱어에게 던졌다"). 신조어 사용은 뇌졸중이나 두부 손상으로 인한 뇌 손상 후 발생하는 실어증 때문일 수도 있다.

## 같이 보기
- 대한민국의 인터넷 신조어 목록